# Argilele etuliene pe malul Nistrului de lângă satul Ciorna
Argilele etuliene pe malul Nistrului de lângă satul Ciorna este un monument al naturii de tip geologic sau paleontologic în raionul Rezina, Republica Moldova. Este amplasat la vest de satul Ciorna, în partea superioară a versantului drept al văii râului Ciorna. Are o suprafață de 3 ha. Obiectul este administrat de Primăria orașului Rezina.

## Descriere
Secțiunea stratigrafică a aflorimentului are la bază depuneri sarmațiene acoperite de un strat de depozite aluviale (pietriș și nisip), facies fluvial al terasei a VIII-a a Nistrului cu faună de mamifere (Archidiskodon meridionalis, Villania petenyi ș.a.) și de moluște de apă dulce (Margaritifera arca, Bogatshevia sturi ș.a.). Urmează câteva strate de argile loessoide intercalate cu orizonturi de soluri fosile, inclusiv argile de culoare brună-roșiatică de tipul argilelor de Etulia, mai rar întâlnite în depozitele plio-pleistocene din Republica Moldova.

## Statut de protecție
Obiectivul a fost luat sub protecția statului prin Hotărîrea Sovietului de Miniștri al RSSM din 8 ianuarie 1975 nr. 5, iar statutul de protecție a fost reconfirmat prin  Legea nr. 1538 din 25 februarie 1998 privind fondul ariilor naturale protejate de stat. Deținătorul funciar al monumentului natural este Primăria orașului Rezina.
Aria protejată prezintă interes geologic și paleontologic; în 1982 a fost obiect de studiu al participanților Congresului al XI-lea Internațional de Cercetare a Perioadei Cuaternare (INQUA⁠(d)).
Conform situației din anul 2016, aria protejată nu avea instalat un panou informativ și nu era bine delimitată.